# چه ربطی به عشق دارد (ترانه)
«چه ربطی به عشق دارد» (انگلیسی: What's Love Got to Do with It) ترانه‌ای از خوانندهٔ آمریکایی تینا ترنر است که در پنجمین آلبوم استودیویی او، رقصندهٔ خصوصی (۱۹۸۴) قرار دارد. کپیتال رکوردز آن را به‌عنوان تک‌آهنگی از رقصندهٔ شخصی در مهٔ ۱۹۸۴ منتشر کرد و به پرفروش‌ترین تک‌آهنگ ترنر تبدیل شد.
گرچه ترنر پیش از این با اجرای «بیا باهم بمانیم» از ال گرین موفق به کسب تاپ ۳۰ در اواخر ۱۹۸۳ شده بود، «چه ربطی به عشق دارد» نخستین و تنها تک‌آهنگ شماره یک او در بیلبورد هات ۱۰۰ شد و بیش از دو میلیون نسخه در سراسر جهان فروخت. در آن زمان، ترنر ۴۴ ساله، مسن‌ترین هنرمند زن انفرادی شد که در صدر جدول هات ۱۰۰ قرار گرفت. این دومین تک‌آهنگ برتر سال ۱۹۸۴ در ایالات متحده و هفدهمین تک‌آهنگ برتر بریتانیا بود که در آن‌جا در رتبهٔ سوم جدول تک‌آهنگ‌های بریتانیا قرار گرفت. این ترانه در مراسم گرمی سه جایزه دریافت کرد: ضبط سال،  ترانه سال و بهترین اجرای آواز پاپ زن. در سال ۱۹۹۳، نام این ترانه به‌عنوان نام فیلمی زندگی‌نامه‌ای بر اساس زندگی ترنر استفاده شد.
در سال ۲۰۱۲، «چه ربطی به عشق دارد» در تالار مشاهیر گرمی ثبت شد و سومین جایزه تالار مشاهیر گرمی ترنر را رقم زد. این ترانه در فهرست ۵۰۰ ترانه برتر تمام دوران رولینگ استون در رتبه ۳۰۹ و در فهرست به‌روز شده سال ۲۰۲۱، در رتبه ۱۳۴ قرار گرفت. همچنین در فهرست «ترانه‌های قرن» انجمن صنعت ضبط موسیقی ایالات متحده آمریکا، در رتبهٔ ۳۸ قرار گرفت. چندین موسیقی‌دان «چه ربطی به عشق دارد» را بازخوانی کرده‌اند و با اجرای خود به موفقیت تجاری رسیدند. وارن جی، رپر آمریکایی، نسخه هیپ هاپ آن را در سال ۱۹۹۶ منتشر کرد و در ژوئیه ۲۰۲۰، دی‌جی نروژی و تهیه‌کننده، کیگو، ریمیکس این ترانه را منتشر کرد.